# Minnesott Beach
Minnesott Beach é uma cidade  localizada no estado norte-americano de Carolina do Norte, no Condado de Pamlico.

## Demografia
Segundo o censo norte-americano de 2000, a sua população era de 311 habitantes.
Em 2006, foi estimada uma população de 298, um decréscimo de 13 (-4.2%).

## Geografia
De acordo com o United States Census Bureau tem uma área de
4,0 km², dos quais 4,0 km² cobertos por terra e 0,0 km² cobertos por água.

## Localidades na vizinhança
O diagrama seguinte representa as localidades num raio de 20 km ao redor de Minnesott Beach.